# Donna Vivino
Donna Marie Vivino (Fair Lawn, 22 febbraio 1978) è un'attrice e cantante statunitense.

## Biografia
Donna Vivino ha fatto il suo debutto nel mondo dello spettacolo da bambina con la serie TV Hometown nel 1985 e nel 1987 fece il suo debutto a Broadway nella prima di Les Misérables, in cui interpretava Cosette da bambina. Gran parte della sua carriera si è svolta nel mondo del teatro musicale e la Vivino è tornata a recitare a Broadway nel 2006 in Hairspray e nel Wicked, in cui era la prima sostituta per il ruolo della protagonista Elphaba tra il 2011 e il 2013.
La Vivino ha ricoperto ruoli di primo piano nelle tournée nazionali di musical di Broadway, tra cui Elphaba nel primo (2007-2008) e nel secondo (2008-2010) tour statunitense di Wicked e Grizabella in Cats (2020). L'attrice è molto attiva anche sulle scene di Los Angeles, dove ha recitato nel musical Premio Pulitzer Next to Normal e in Merrily We Roll Along per la regia di Michael Arden, venendo candidata al Los Angeles Ovation Award per la sua interpretazione.

## Filmografia parziale

### Cinema
- My Sassy Girl, regia di Yann Samuell (2011)

### Televisione
- ABC Afterschool Specials - serie TV, 1 episodio (1987)
- La valle dei pini - serie TV, 1 episodio (1988)
- A Gifted Man - serie TV, 1 episodio (2013)

## Discografia
- Beautiful Dreamer, Ghostlight Records (2013)